# Mapa de memòria
El mapa de memòria (de l'anglès memory map) és una estructura de dades que defineix com està distribuïda la memòria. Conté informació sobre la mida total de memòria i les relacions entre adreces lògiques i físiques, a part de proporcionar altres detalls específics sobre larquitectura de l'ordinador.
Els mapes de memòria solen ser creats usualment pel microprogramari per donar informació al nucli del sistema operatiu sobre com està distribuïda la memòria.